# Pyroxen

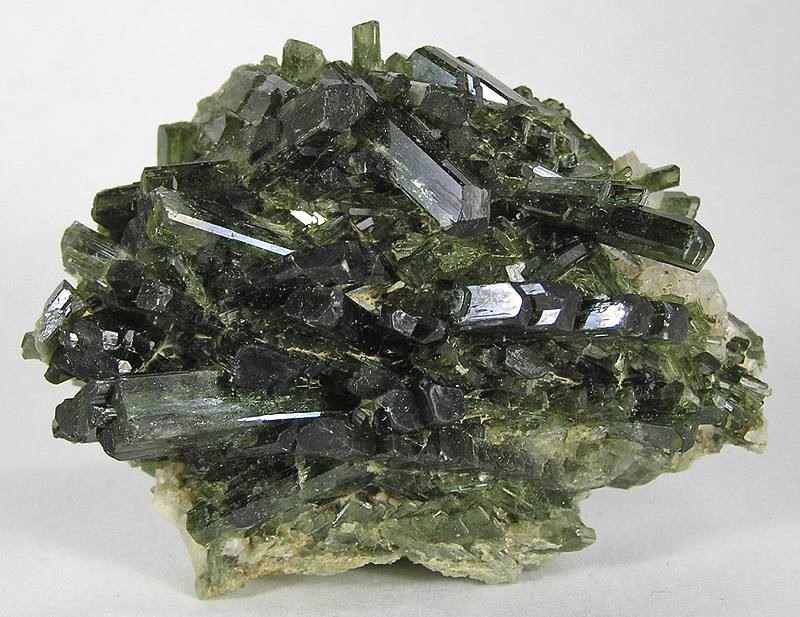
Pyroxen (diopsid) kristaller från Afghanistan

Pyroxen är en samlingsbeteckning för ett antal silikatmineral, som är vanligt förekommande i magmatiska och metamorfa bergarter. Pyroxenerna ingår i den större gruppen kedjesilikater eller inosilikater. Pyroxenerna är viktiga bergartsbildande mineral. De har den allmänna formeln XY(Si,Al)2O6, där X representerar kalcium (Ca), natrium (Na), järn (Fe(II)) eller magnesium (Mg) och mer sällan zink, mangan eller litium, och Y representerar joner av mindre storlek, som krom (Cr), aluminium (Al), magnesium (Mg), kobolt (Co), mangan (Mn), skandium (Sc), titan (Ti), vanadin (V) eller till och med järn ( Fe(II) eller Fe(III)). Även om aluminium i stor utsträckning ersätter kisel i silikater som fältspat och amfiboler, sker substitutionen endast i begränsad utsträckning i de flesta pyroxener.  Den negativa jonen är SiO3, som bildar oändliga kedjor i kristallens längdriktning, vilket ger upphov till den karaktäristiska spaltningen i parallellogramform där vinklarna är omkring 87° och 93°. Dessa spaltvinklar skiljer dem från de närbesläktade amfibolerna, vars spaltvinklar är cirka 124° och 56°. I flera av pyroxenmineralen avsöndras dessutom ofta parallella plattor vinkelrätt mot kristallens längdriktning.
Namnet pyroxen kommer från de antika grekiska orden för 'eld' (πυρ, pur) och 'främling' (ξένος, xénos). Pyroxener hette så på grund av deras närvaro i vulkaniska lavor, där de ibland finns som kristaller inbäddade i vulkaniskt glas. Man antog att de var föroreningar i glaset, därav namnet som betyder "eld främling". Men de är helt enkelt tidigt bildade mineraler som kristalliserades innan lavan bröt ut. 
Jordens övre mantel består huvudsakligen av olivin- och pyroxenmineraler. Pyroxen och fältspat är de viktigaste mineralerna i basalt, andesit och gabbro.

## Struktur
Pyroxener är de vanligaste enkelkedjiga silikatmineralerna. (Den enda andra viktiga gruppen av enkelkedjiga silikater, pyroxenoiderna, är mycket mindre vanliga.) Deras struktur består av parallella kedjor av negativt laddade kiseldioxidtetraedrar som är sammanbundna av metallkatjoner. Med andra ord är varje kiseljon i en pyroxenkristall omgiven av fyra syrejoner som bildar en tetraeder runt den relativt lilla kiseljonen. Varje kiseljon delar två syrejoner med närliggande kiseljoner i kedjan.
Tetraedrarna i kedjan är alla vända åt samma håll, så att två syrejoner finns på ena sidan av kedjan för varje syrejon på den andra sidan av kedjan. Syrejonerna på den smalare ytan beskrivs som apikala syrejoner. Par av kedjor är bundna tillsammans på sina apikala sidor av Y-katjoner, med varje Y-katjon omgiven av sex syrejoner. De resulterande paren av enkla kedjor har ibland liknats vid I-balkar. I-strålarna låser ihop, med ytterligare X-katjoner som binder de yttre ytorna av I-strålarna till angränsande I-strålar och ger den återstående laddningsbalansen. Denna bindning är relativt svag och ger pyroxener deras karakteristiska klyvning.

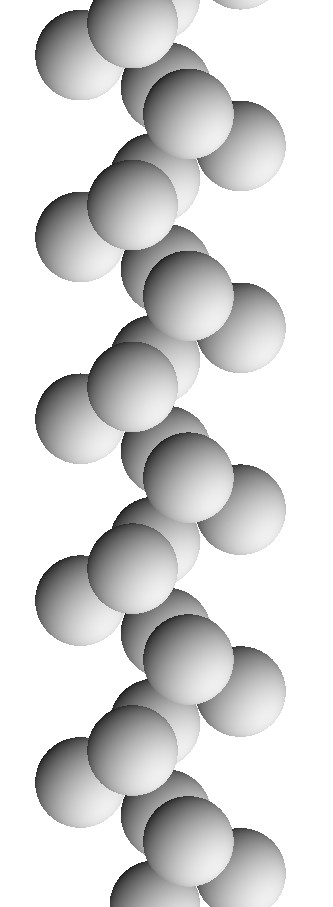
En enkelkedja av silikontetrahedra visad i [100] riktningen
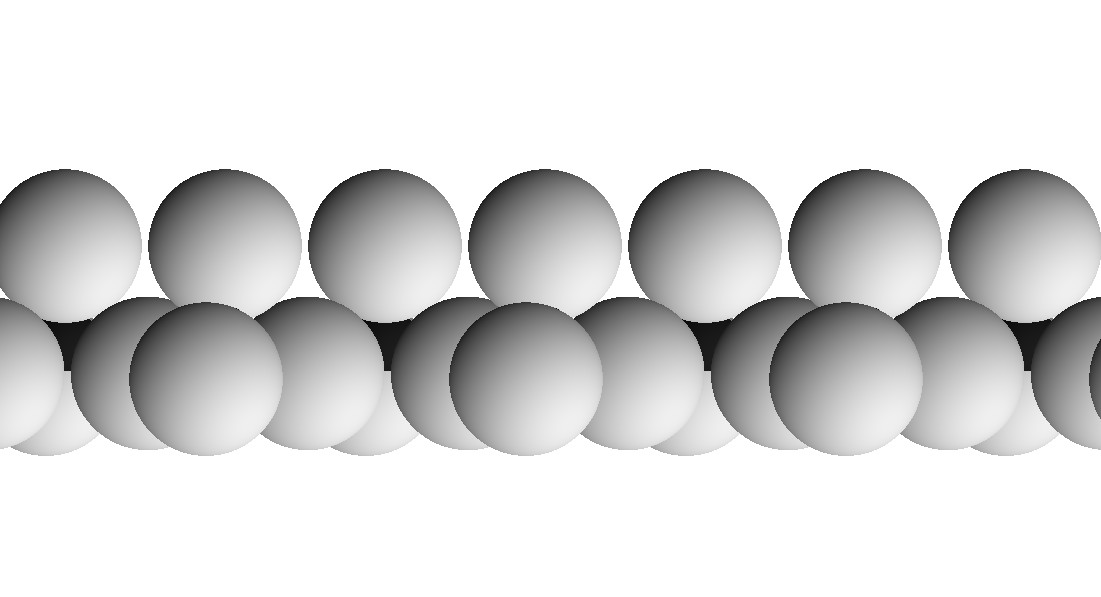
En enkelkedja av silikontetrahedra visad i [010] riktningen
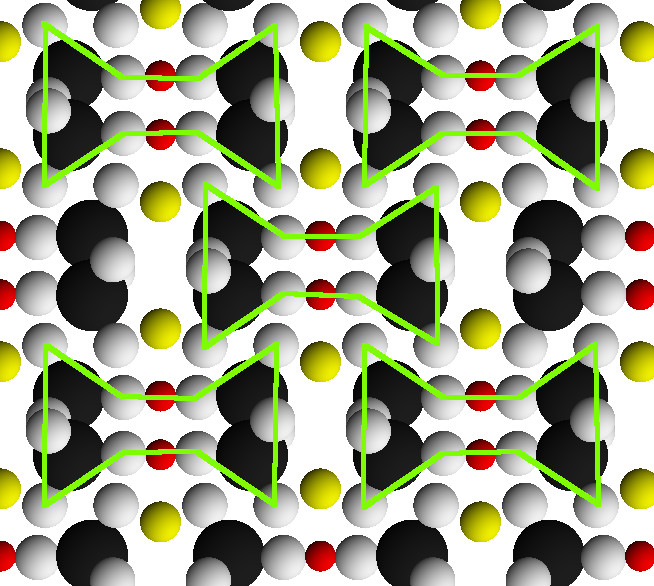
Struktur av pyroxen sedd längs kiseldioxidkedjorna. "I-balkar" är markerade i grönt. Kiseljoner är överdimensionerade för att framhäva kiselkedjorna.

## Kemi och nomenklatur
Pyroxenernas kedjesilikatstruktur erbjuder mycket flexibilitet vid inkorporering av olika katjoner och namnen på pyroxenmineralerna definieras i första hand av deras kemiska sammansättning. Pyroxenmineraler är namngivna enligt de kemiska arter som upptar X (eller M2)-platsen, Y- (eller M1)-platsen och den tetraedriska T-platsen. Katjoner i Y (M1)-ställe är nära bundna till 6 syre i oktaedrisk koordination. Katjoner i X (M2)-stället kan koordineras med 6 till 8 syreatomer, beroende på katjonstorleken. Tjugo mineralnamn är erkända av International Mineralogical Associations Commission on New Minerals and Mineral Names och 105 tidigare använda namn har avvecklats.

## Pyroxenmineral
I pyroxengruppen ingår:
- Klinopyroxener (monoklin) 
  - Aegirin, NaFe3+[Si2O6]
  - Augit, Ca(Mg,Fe,Al)[(Si,Al)2O6]
  - Klinoenstatit, Mg[SiO3]
  - Diopside, CaMg[Si2O6]
  - Esseneit, CaFe(3+)[AlSiO6]
  - Hedenbergit, CaFe[Si2O6]
  - Jadeit, Na(Al,Fe(3+))[Si2O6]

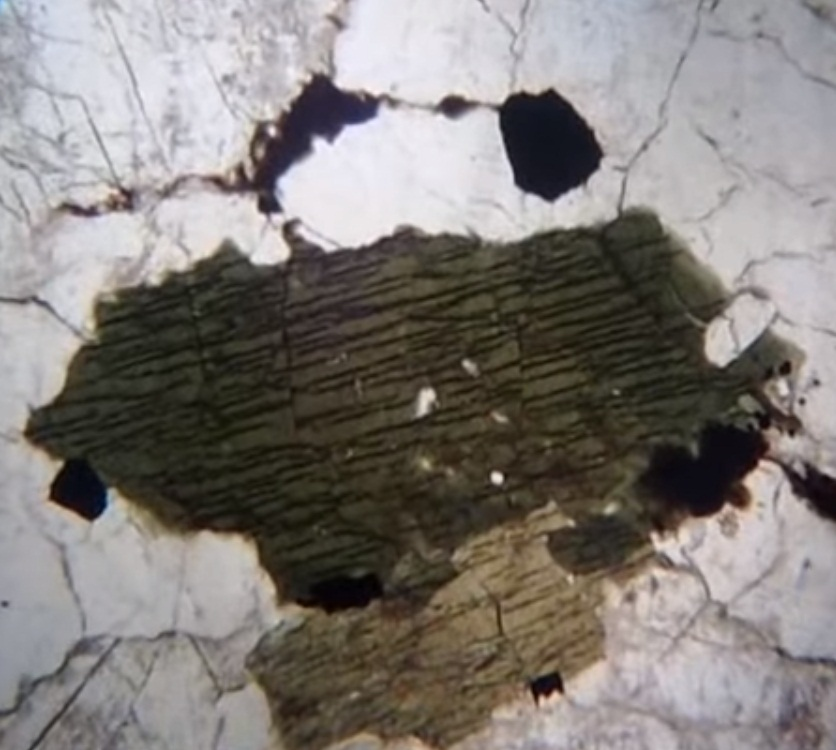
Ett tunt snitt av grönt pyroxen

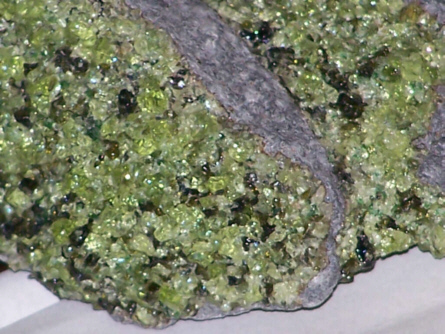
Mantle-peridotite xenolith från San Carlos Indian Reservation, Gila Co., Arizona, USA. Xenoliten domineras av grön peridot olivin, tillsammans med svarta ortopyroxen och spinel kristaller, och sällsynta gräsgröna diopsidkorn. Den finkorniga grå stenen i denna bild är värdbasalten.(okänd skala).

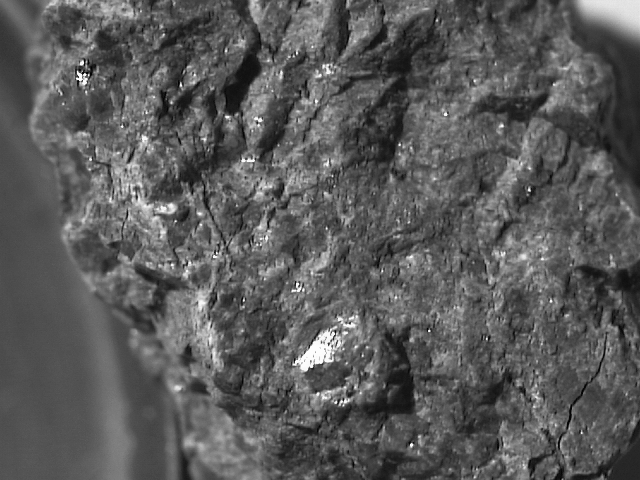
Ett prov av pyroxenit (meteorit ALH84001 från Mars), en bergart som mestadels består av pyroxenmineral

  - Jervisit, (Na,Ca,Fe(2+))(Sc,Mg,Fe(2+))[Si2O6]
  - Johannsenit, CaMn(2+)[Si2O6]
  - Kanoit, Mn(2+)(Mg,Mn(2+))[Si2O6]
  - Kosmoklor, NaCr[Si2O6]
  - Namansilit, NaMn(3+)[Si2O6]
  - Natalyit, NaV((3+))[Si2O6]
  - Ompakit, (Ca,Na)(Mg,Fe(2+),Al)[Si2O6]
  - Petedunnit, Ca(Zn,Mn(6),Mg,Fe(2+))[Si2O6]
  - Pigeonit, (Ca,Mg,Fe)(Mg,Fe)[Si2O6]
  - Spodumen, LiAl[Si2O6]
  - Wollastonit Ca[SiO3]

- Ortopyroxener (ortorombiska) 
  - Enstatit, Mg2[Si2O6]
  - Bronzit, mellanliggande mellan enstatit och hypersten
  - Hypersten, (Mg,Fe)2[Si2O6]
  - Eulit, mellanliggande mellan hypersten och ferrosilit
  - Ferrosilit, Fe2[Si2O6]
  - Donpeakorit, (MgMn)Mg[Si2O6]
  - Nachwaningit, Mn(2+)2SiO3 (OH)2*(H2O)
  - Rodonit Mn[SiO3]